# الدوري البيروي لكرة القدم 1975
الدوري البيروفي لكرة القدم 1975 (بالإسبانية: Campeonato Descentralizado 1975)‏ هو الموسم 47 من الدوري البيروفي لكرة القدم. كان عدد الأندية المشاركة فيه 18، وفاز فيه أليانزا ليما.